# コネヒト
コネヒト株式会社(英語: Connehito Inc.)は、東京都中央区に本社を置き、Webサービスおよびアプリの開発・運営事業などを行っている日本の企業。
KDDIの完全子会社。

## 概要
子を持つ女性向けの情報メディア「ママリ」やユーザー同士で悩みを相談し合うことができるQ&Aアプリ「ママリ」など、子育てや家計、不妊、育児などの悩み解決に特化したサービスを展開している。また、2019年にクラウドファンディングで集めた資金をもとに、「とるだけ育休」を防ぎ、男性育休の「質」向上を目的とした育休冊子を製作し、全国の自治体や病院等で配布。さらに本冊子を用いたワークショップや研修を自治体や企業向けに提供するなど、社会の意識変革活動も行っている。

## 沿革
- 2012年
  - 1月13日 - 創業
  - 1月 - オンラインギャラリーサービス「Creatty」の提供開始
  - 7月 - KDDI∞Labo第二期にてオンラインギャラリーサービス「Creatty」が最優秀賞及びスマートデバイス賞を受賞
- 2013年
  - 12月 - オンラインギャラリーサービス「Creatty」のサービスを停止
- 2014年
  - 1月 - ママ向け情報メディア「mamari(ママリ)」のサービス提供開始
  - 5月 - 女性の悩みに特化したQ&Aコミュニティアプリ「mamariQ(ママリQ)」のサービス提供開始
- 2016年
  - 6月 - KDDI傘下のSyn.ホールディングスがConnehitoの株式を100％取得し、子会社化[1]
- 2017年
  - 9月 -「mamari(ママリ)」と「mamariQ(ママリQ)」を統合し、「mamari(ママリ)」に
  - 9月 - KDDIとの協業により有料会員向けサービス「ママリプレミアム」の提供を開始[2][3]
- 2018年
  - 1月 - 千趣会がコネヒトが運営するママ向けＱ＆Ａアプリ「ママリ」とコラボしたカタログをプレママ向けに新カタログを創刊[4]
  - 2月 - mamari(ママリ)のテレビCMを放映
- 2019年
  - 3月 - 「現在使っているアプリ(妊娠・⼦育て系)で第1位を獲得（2019年3⽉実施インテージによる調査）
  - 6月 - 経営体制変更およびKDDI子会社化を発表[5]
  - 11月 -「第8回 健康寿命をのばそう！アワード（母子保健分野）」において厚生労働省子ども家庭局長賞 企業部門 優良賞を受賞
  - 11月 - 男性育休の「取得率」だけではなく「質」の向上を目的として「パパの育休の過ごし方を考える」冊子を賛同自治体で10万部を配布するクラウドファンディング開始[6]
  - 11月 - 日本のママたちが一歩を踏み出しやすい社会の実現を目指す活動「変えよう、ママリと」に、パートナー企業として参画[7]
  - 12月 - ママを縛りから解放する「ママフリー」プロジェクトを立ち上げ、千葉県流山市と連携開始[8]
- 2020年
  - 1月 - スター・マイカグループと協業し、「ママリ」アプリ内の住まいコミュニティを共同開発
  - 3月 - 専門家に直接相談ができる「スポンサードコンシェルジュ」の提供開始
  - 3月 - 働く一歩を踏み出そうとしているママを応援する求人サイト「ママRework」の提供開始
  - 4月 - アプリ「ママリ」アプリ内にて家族向け動画コンテンツの配信開始
  - 5月 - 「保育士さんありがとう」特設サイトを公開[9]
  - 7月 - スター・マイカグループと子育て家族向けリノベーションマンションに対して「ママリ住まいコミュニティ」認定を開始
  - 8月 - RSK山陽放送「情報ワイド あれスタ」にて共同企画の特別コーナー「子育て家族を応援！教えてママリ」を開始
  - 8月 - 「とるだけ育休」を防ぐ男性育休の質向上を目的とした育休冊子を全国38自治体にて配布開始

## 直営サービス

### メディア
- ママリ（mamari）
- 変えよう、ママリと
- ママリ口コミ大賞 by mamari
- 保育士さんありがとう

### アプリ
- ママリ（mamari）